# 速さ
物理学の運動学における速さ（はやさ、英: speed）は、速度ベクトルの大きさを指す用語である。各時刻の位置が特定できるような何らかの'もの'があって、その'もの'が時間とともに移動していく場合に、その（道のりとしての）移動距離が時間的に増していく変化のすばやさ（変化率）を表す量である。速度が一定の場合は、単位時間あたりの移動距離である。
1. ↑  ここで言う 'もの' は、実際の固体物体を指す場合の他、系の中の仮想点や連続体の仮想境界であったり、さらに一般には位置と時間で決まる関数の特徴的な点を追うなど、（各時刻の位置が定まるという条件さえ満たせば）対象は様々である．

## 速さと速度
物体の位置ベクトルを{\displaystyle {\boldsymbol {r}}}、時刻を{\displaystyle t}で表すとき、物体の速度 {\displaystyle {\frac {d{\boldsymbol {r}}}{dt}}} に対する 速さ {\displaystyle V} の定義は以下のとおりである。
{\displaystyle V=\left|{\frac {d{\boldsymbol {r}}}{dt}}\right|}

速さは、移動の方向（含前後進の別）を考慮しない（問わない）正のスカラー量であり、その次元は、速度と同じく、[距離] ÷ [時間] となる。
以下、簡単化した例で説明するために、ある物体が一つの直線上を運動する場合を考え、この直線を{\displaystyle x}軸にとることにする。
この場合、時刻が{\displaystyle \Delta t}だけ増加する間に物体が移動した道のりは、その間の物体の{\displaystyle x}座標の増加分 {\displaystyle \Delta x}
となる。
ここで、道のりが時間に対して一定の割合(変化率)で増していくときには、（1次元的な）速度は {\displaystyle {\frac {\Delta x}{\Delta t}}} によって表される。
一般には、道のりの時間に対する変化率は一定ではない（落体, 加・減速する乗り物, 飛翔する昆虫などを思い描くとよい.）。その場合には、{\displaystyle x}の 時刻{\displaystyle t}に対する変化を表すグラフを考え、そのグラフの（各時刻における）勾配をもって速度{\displaystyle v}の定義とする。これは、数学的には {\displaystyle x}を{\displaystyle t}で微分した量に他ならない。
{\displaystyle v={\frac {dx}{dt}}}
このように、速度が一定でない場合に、ゼロでない時間間隔における比の量 {\displaystyle {\frac {\Delta x}{\Delta t}}} を、{\displaystyle \Delta t}の間の平均速度と称する。
ここにおいて、速度の絶対値を速さ {\displaystyle V}、平均速度の絶対値を平均の速さ {\displaystyle {\bar {V}}} とする。
{\displaystyle V=\left|{\frac {dx}{dt}}\right|}
{\displaystyle {\bar {V}}=\left|{\frac {\Delta x}{\Delta t}}\right|}
以上の例で、速度（平均速度）は符号付きのスカラー量、速さ（平均の速さ）は正のスカラー量になっていることに注意されたい。

## 単位
速さの単位には次の様なものがある。
- メートル毎秒、（単位記号 m/s）、SI組立単位
- キロメートル毎時、（単位記号km/h）
- マイル毎時、（単位記号mph、mi/h）
- ノット、（単位記号kt、kn）
- マッハ数、（速さを音速で除した、または割った値）
- 真空中の光の速さ（一般的に記号cで表記）で表される自然単位系の1つ）

c = 299 792 458 m/s（正確に）
重要な単位相互間の変換
1 m/s = 3.6 km/h
1 mph = 1.609 344 km/h
1 knot = 1.852 km/h = 約0.514 m/s

## 速さの比較
- 一般的なカタツムリの速さ= 0.001 m/s； 0.004 km/h； 0.002 mph (1 ミリメートル毎秒）。
- 一般的な人の歩行の速さ= 1.1 m/s； 4 km/h； 2.5 mph。
- オリンピックの短距離走の速さ（100メートル競走の日本記録）= 10 m/s； 36 km/h； 22 mph。
- フランスオートルートの制限された速さ= 36 m/s； 130 km/h； 80 mph。
- 台北101のエレベーターの速さ= 1010 m/min； 16.7 m/s； 60.6 km/h； 37.6 mph。
- ボーイング747-8型最大航行の速さ= 290 m/s； 1050 km/h； 650 mph； （マッハ0.85）。
- 海面の高さで温度20 °C （293 ケルビン）の乾燥した空気中の音速は343 m/s ≈ 1235 km/h ≈ 768 mph （= マッハ 1 と定義される）。
- 国際航空連盟によって決められた方法での公式最大飛行速さ= 980 m/s； 3,530 km/h； 2,194 mph。
- スペースシャトルが地球へ帰還時の大気圏再突入の速さ= 7,800 m/s； 28,000 km/h； 17,500 mph。
- 地球の平均公転周期の速さ= 29,783 m/s； 107,218 km/h； 66,623 mph。
- 真空中の光の速さ（一般的に記号cで表記）299,792,458 m/s（定義された正式値）。

## tacho
「tacho（）」は「speed、速さ」を意味する英語接頭辞（仮名書きは日本語外来語）。同義の古代ギリシア語 Ταχος （ラテン文字化:takhos、タコス）を語源とする。この接頭辞を持つ語には「tachometer」（タコメーター）、「tachograph」（タコグラフ）などがある。